# 善意銀行
善意銀行（ぜんいぎんこう）は技術、労力、金品の預託を受け、助けを必要とする人とボランティアとの間をとりもつ制度である。
預託されるのは金品が中心だった。

## 歴史
社会福祉協議会の発案により、ボランティア活動を推進する動きとして1962年から徳島県や大分県で始まった。1963年9月までに日本国内の450か所に善意銀行が存在した。1965年から年ごとに「全国善意銀行代表者連絡会議」が開催された。1973年に厚生省が社会福祉協議会に「社会奉仕活動センター」の設置をうながし、各地の善意銀行が次々に「ボランティアセンター」に置き換えられた。